# 志苫裕
志苫 裕（しとま ゆたか、1927年11月29日 - 2006年10月26日）は、日本の政治家。参議院議員（4期）。

## 略歴
新潟県出身。新潟県立佐渡農学校卒業。1974年の第10回参議院議員通常選挙に日本社会党公認で新潟県地方区から立候補し初当選。1986年に3期目の当選を果たす。
1989年4月8日、新潟県知事の君健男は胃がん発覚を理由として、副知事の金子清に辞意を伝え、事実上後継として金子を指名した。同年4月19日、君は辞職した。その後、同年6月4日執行の新潟県知事選挙に、志苫は社会党・社民連推薦で立候補した。立候補を届け出た告示日の同年5月15日付で公職選挙法規定により、参議院議員を退職（自動失職）となった。しかし、野党陣営は長﨑明が共産党推薦で立候補したため野党票が分散。金子が初当選した。
※当日有権者数：1,805,196人 最終投票率：79.07%（前回比：7.86pts）
| 候補者名 | 年齢 | 所属党派 | 新旧別 | 得票数    | 得票率 | 推薦・支持             |
| -------- | ---- | -------- | ------ | --------- | ------ | ---------------------- |
| 金子清   | 56   | 無所属   | 新     | 658,086票 | 46.66% | （推薦）自由民主党     |
| 志苫裕   | 61   | 無所属   | 新     | 611,986票 | 43.40% | （推薦）社会党、社民連 |
| 長﨑明   | 65   | 無所属   | 新     | 140,161票 | 9.94%  | （推薦）共産党         |

1992年、第16回参議院議員通常選挙に比例区から立候補し当選して復帰した。1998年の第18回参議院議員通常選挙には出馬せず、政界から引退（通算当選4回）した。党内では土井たか子の側近として知られ、1994年に細川内閣が提出した小選挙区比例代表並立制を柱とする政治改革関連法案に反対票を投じ、「党員権100日停止」の処分を受けたことがある。
1998年秋の叙勲で勲二等旭日重光章受章。
2006年10月26日14時24分、脳内出血のため新潟市内の病院で死去した。78歳没。死没日をもって正四位に叙される。